# Dekalog, osiem
Dekalog, osiem (polonès: Decàleg, vuit) és la vuitena part de Dekalog, la sèrie de pel·lícules dramàtiques dirigida pel director polonès Krzysztof Kieślowski per a televisió, possiblement connectada amb l’imperatiu vuitè dels Deu Manaments: "No donaràs testimoniatge fals contra el teu proïsme".
Una supervivent de l'Holocaust (Teresa Marczewska) s'enfronta a una professora d'ètica (Maria Kościałkowska) que una vegada es va negar a ajudar-la sobre la base d'aquest manament.

## Argument
Varsòvia, Polònia, cap al 1985. Zofia (Maria Koscialkowska) és una professora universitària gran però esportiva que és amiga del veí col·leccionista de segells Czesław "Root" Janicki. Elżbieta (Teresa Marczewska), una dona d'uns quaranta anys, que és de Nova York però parla un polonès excel·lent i és clarament d'ascendència polonesa, està visitant la Universitat de Varsòvia. Va a la conferència d'ètica de la Zofia. L'Elżbieta i la Zofia són conegudes professionals dels Estats Units, l'Elżbieta ha traduït les obres de Zofia, i aquesta última està encantada de presentar-la als estudiants.
La conferència de Zofia consisteix en el fet que els estudiants plantegen problemes ètics per ser discutits a classe. Una de les alumnes planteja el cas d'un metge i una dona que necessita avortar, el mateix dilema que és el tema de Dekalog, dwa. A continuació, Elżbieta posa un exemple d'un conte de la vida real ambientat el 1943, durant la Segona Guerra Mundial: una nena jueva de 6 anys els pares de la qual van ser enviats al gueto es compromet a aconseguir ajuda d'alguna família catòlica voluntària, però la dona de la família es nega a proporcionar l'ajuda i envia la noia just abans del toc de queda.
La Zofia descobreix que la mateixa Elżbieta era la nena abandonada a un destí incert, i que va ser ella, la Zofia, qui es va negar a ajudar-la. La seva explicació inicial que, sent catòlics, no podien mentir sobre el fals bateig d'Elżbieta no és prou bona. La Zofia convida Elżbieta a sopar, però en canvi la condueix a la casa on va tenir lloc l'escena l'any 1943. De tornada a l'apartament de Zofia, expressa el seu profund pesar i explica la veritable raó per la qual va rebutjar la seva ajuda: el marit de Zofia era un oficial de la Resistència polonesa i hi va haver informes (que després van resultar ser falsos) que la família d'acollida treballava per a la Gestapo. Això no treu el fet que Zofia va abandonar Elżbieta, de 6 anys, fins a una mort gairebé segura. Janicki, el veí, entra i ensenya a Zofia amb orgull la seva sèrie de segells alemanys de 1931 que ha adquirit recentment.
La Zofia ha tingut dificultats, al llarg dels anys, per viure amb el que va fer i no va fer durant la guerra. Elżbieta demana que la portin a la família que s'havia ofert per ajudar-la, però quan hi arriba, l'home, un sastre, es nega a parlar de la guerra. La Zofia li diu que va patir molt durant i després de la guerra i per això no dirà res.
La història es basava en una experiència de l'amic comú dels cineastes, la periodista Hanna Krall.

## Repartiment
- Maria Koscialkowska - Zofia
- Teresa Marczewska - Elżbieta
- Artur Barciś - jove
- Tadeusz Łomnicki - sastre
- Bronislaw Pawlik - filatelista, veí de Zofia

Actors d'altres episodis interpretant diferents papers:
- Marian Opania, Wojciech Asinski, Marek Kepinski, Janusz Mond, Krzysztof Rojek, Wiktor Sanejko, Ewa Skibinska, Hanna Szcerkowska, Anna Zagorska